# Bolitophila basicornis
Bolitophila basicornis är en tvåvingeart som först beskrevs av Mayer 1951.  Bolitophila basicornis ingår i släktet Bolitophila och familjen smalbensmyggor. Arten är reproducerande i Sverige. Inga underarter finns listade i Catalogue of Life.